# اچ‌ام‌اس یوتلاند (دی۶۲)
اچ‌ام‌اس یوتلاند (دی۶۲) (به انگلیسی: HMS Jutland (D62)) یک کشتی بود که طول آن ۳۷۹ فوت (۱۱۶ متر) بود. این کشتی در سال ۱۹۴۶ ساخته شد.